# 鸟兽尊

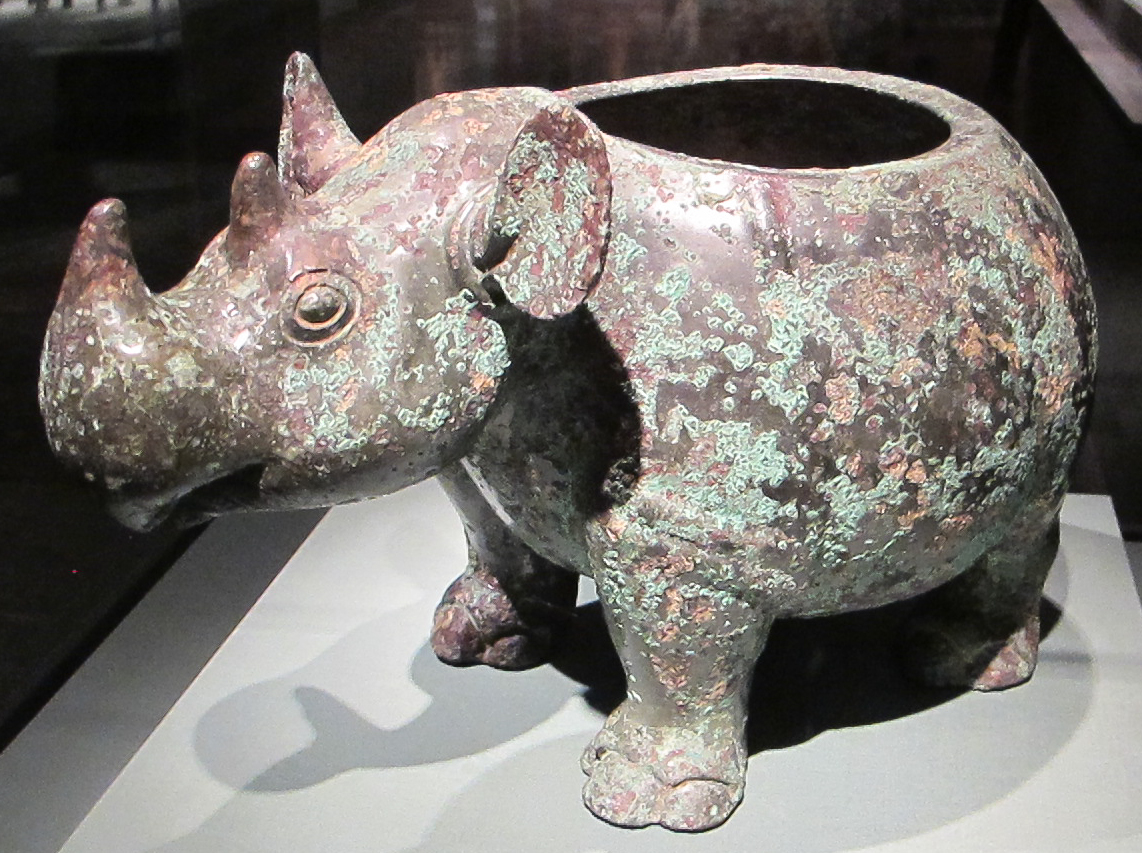
小臣艅犀尊

鸟兽尊，或称鸟兽形尊，中国古代文物的一个类别，形状似鸟兽的盛酒器的通称。最早定义“鸟兽尊”的是1941年容庚所著的《商周彝器通考》，该书单立“鸟兽尊”一类，“于鸟兽形之尊彝统称之为尊”。虽然“鸟兽尊”的最初定名是为了区分青铜器，但形制类似的陶器也被称为“鸟兽尊”。

## 定义
最早定义“鸟兽尊”的是1941年容庚所著的《商周彝器通考》，该书单立“鸟兽尊”一类，“于鸟兽形之尊彝统称之为尊”。鸟兽尊的“尊”与青铜器专名“尊”的含义或青铜器铭文中“尊”的含义都不相同。专名“尊”是指侈口，腹部粗而鼓张，高圈足，形体较宽的一类青铜器，也就是“似觚觯而巨者”；铭文中的“尊”是酒、食器等礼器的共名，也就是王国维在《说彝》中提到的“大共名”；鸟兽尊的“尊”是盛酒器的通称，也就是王国维所称的“小共名”。:176-191
《周礼·春官·司尊彝》中有“掌六尊六彝之位”的记载，“六尊六彝”中冠以鸟兽名字的有鸡彝、鸟彝、虎彝、蜼彝和象尊，此外注释《周礼》的郑众等人还认为六尊中的“献尊”就是“牺尊”。对于这些器名，汉代以来学者的说法不一，主要有尊上的画像、工艺装饰和本身形象三种。商周青铜器定名中将鸟兽形的礼器归为尊类始于宋朝，《博古图录》将外形做牛、象和凫的酒器分别定名为牺尊、象尊和凫尊，这是最早的与后来鸟兽尊定义相符的定名，宋以后金石学者多从《博古图录》。1941年容庚刊行《商周彝器通考》后，学界多将鸟兽形盛酒器统称为鸟兽尊，而少有异议。:176-191

## 定名
杜廼松在《论青铜鸟兽尊》中指出，每件鸟兽尊定名时应根据其所肖动物称呼其具体名称，如牛尊、羊尊、象尊、鸟尊等，仅具有鸟兽形象而不能确知其为何种动物时，可沿用习惯叫法，称之为“牺尊”。
带有铭文的鸟兽尊一般使用青铜器的通称“尊彝”二字来自称，如守宫鸟尊、盠驹尊、邓仲牺尊等。1974年陕西省宝鸡市茹家庄二号墓出土的井姬盂鏙自称为“盂鏙”，杜廼松认为它属于罕见称呼或地区别称。2000年山西省曲沃县北赵村晋侯墓地113号墓出土的晋侯猪尊则自名为“飤”，也属于罕见称呼。

## 分类
根据鸟兽尊所肖动物的种类，《中国青铜器综论》将常见鸟兽尊主要可分为鸱鸮尊、禽尊、虎尊、象尊、犀尊、牛尊、羊尊、马尊、兔尊和神兽尊等。:182《论青铜鸟兽尊》将之分为鸟尊、鸮尊、鸳鸯尊、鸭尊、牛尊、羊尊、猪尊、马驹尊、象尊、虎尊、牺尊、鸟首兽尊和兔尊等。
| 分类   | 说明 | 备注 |
| ------ | --- | ---- |
| 鸱鸮尊 | 鸱鸮尊，或称鸮尊、鸱鸮形尊，是已出土鸟兽尊中最为常见的一类。鸱鸮也就是俗称的猫头鹰，是鸟类的一种，头大，吻短而弯                                                                                       |      |
| 禽尊   | 禽尊，或称鸟尊，是指鸱鸮以外的其他鸟类象形器，若其象形的鸟类能够辨识，一般被命名为“鸡尊”、“鸭尊”、“凤鸟尊”等，若难以辨识则被命名为“禽尊”或“鸟尊”。                                                     |      |
| 虎尊   | 虎尊，或称虎形尊。陕西宝鸡曾出土一件虎尊 |      |
| 象尊   | 象尊，或称象形尊。美国弗利尔美术馆藏有一件子母象尊，法国吉美博物馆藏有一件象尊，1974年陕西宝鸡和1975年湖南醴陵都曾出土过象尊                                                                           |      |
| 犀尊   | 犀尊，或称犀形尊。1963年陕西兴平豆马村出土一件错金银云纹铜犀尊，美国旧金山亚洲艺术博物馆藏有一件小臣艅犀尊                                                                                             |      |
| 牛尊   | 牛尊，或称牺尊，但由于典籍中“牺”并不是牛的别称，而是指纯色或毛羽俱全，因此朱凤瀚等学者认为应称“牛尊”而非“牺尊”。1967年陕西省岐山县贺家村出土一件西周牛尊，2000年河南安阳殷墟花园庄东地出土一件亚长牛尊 |      |
| 羊尊   | 日本藤田美术馆藏有一件羊尊，1938年湖南宁乡出土一件四羊方尊 |      |
| 马尊   | 马尊，或称马形尊、马驹尊。1955年陕西眉县出土一件盠驹尊 |      |
| 兔尊   | 兔尊，或称兔形尊。1992年山西曲沃出土两件兔尊，保利艺术博物馆收藏有一件兔尊 |      |
| 貘尊   | 貘的体型像猪，但略大，鼻子圆长，可自由伸缩。1974年陕西宝鸡茹家庄出土了一件井姬盂鏙，2006年山西绛县出土的两件西周貘尊                                                                                   |      |
| 豕尊   | 豕尊，或称猪尊。1981年湖南湘潭出土一件豕尊 |      |
| 神兽尊 | 《中国青铜器综论》将“邓仲牺尊”、“鸟首兽尊”归为“神兽尊”类。1976年江苏宜兴城东的周墓墩晋永宁二年墓出土有青釉瓷神兽尊。                                                                                   |      |

## 图集

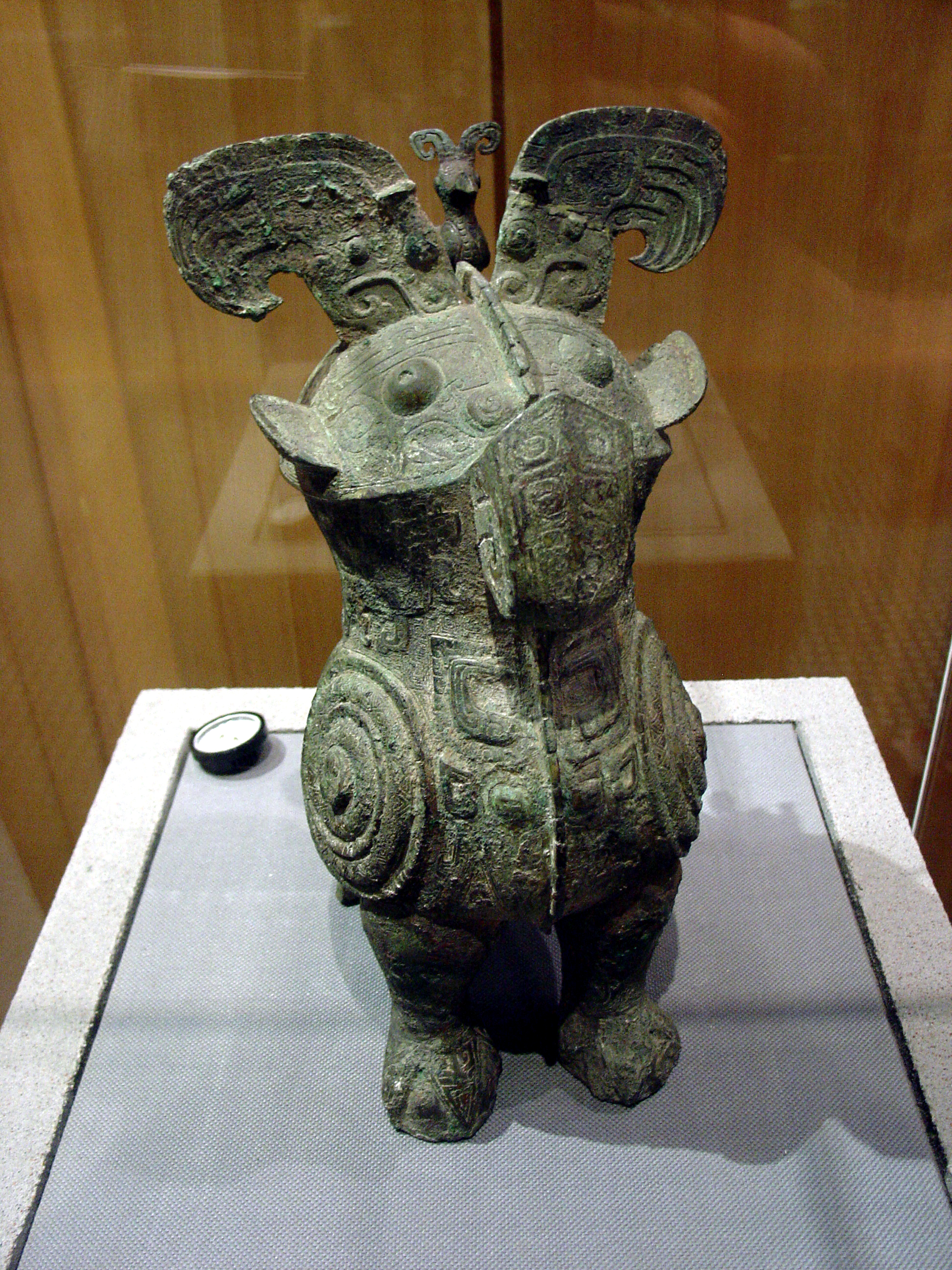
妇好鸮尊
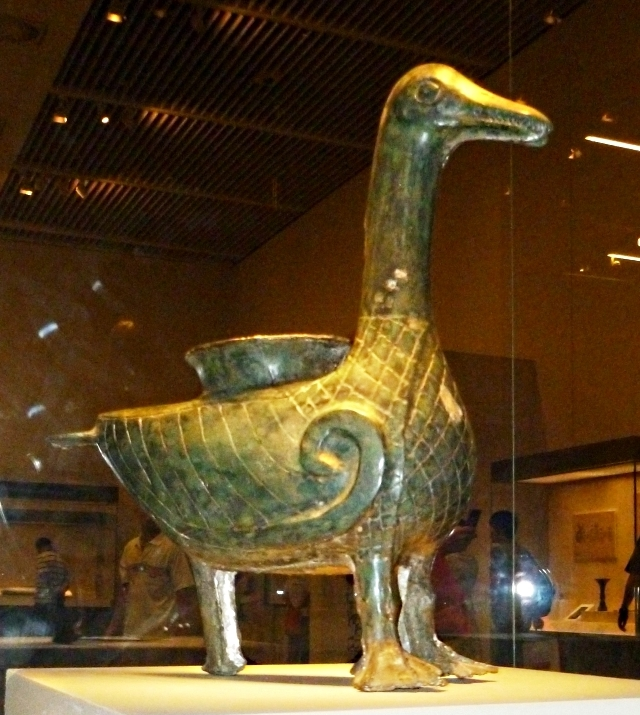
西周鸭尊
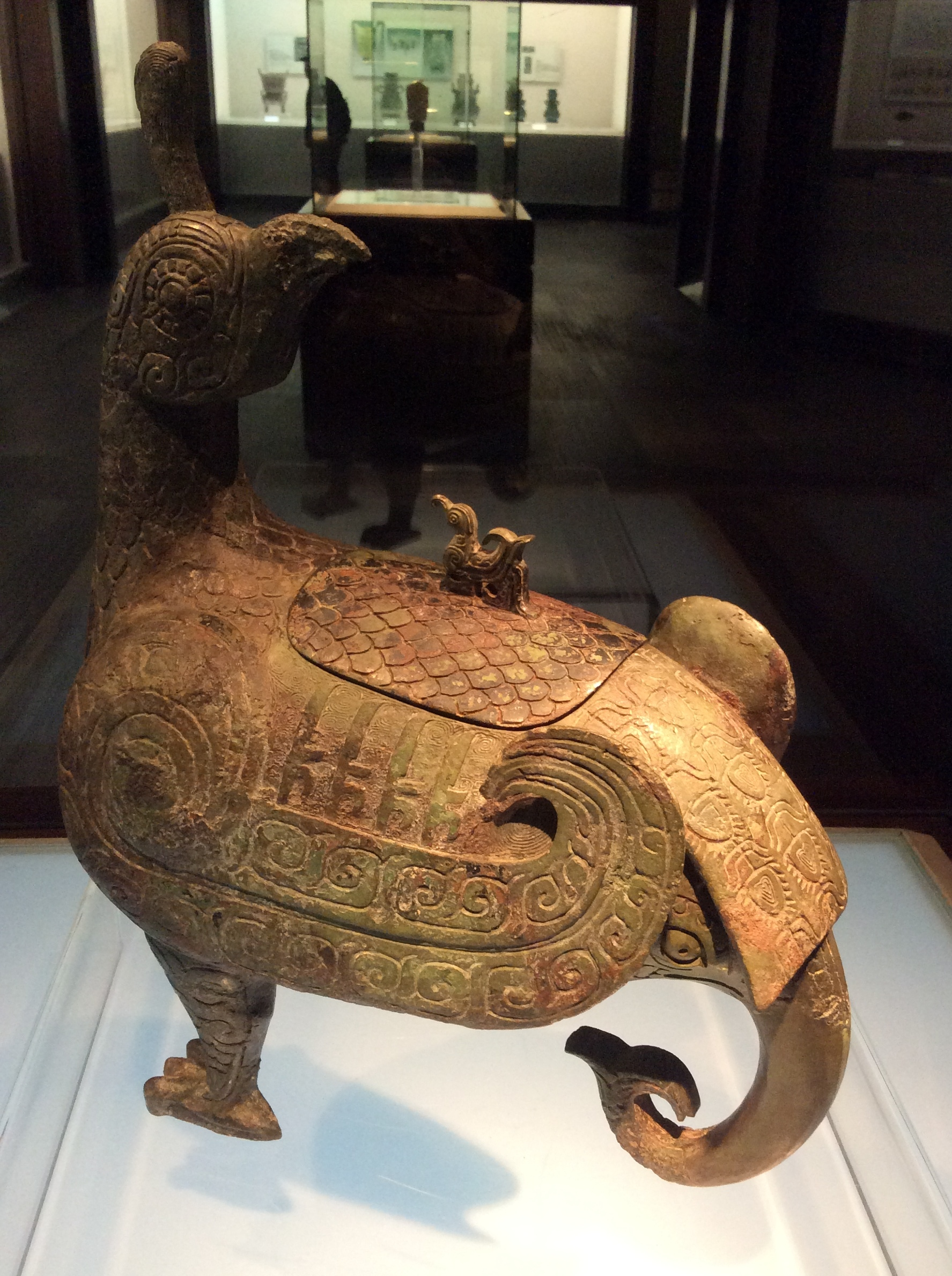
晋侯鸟尊
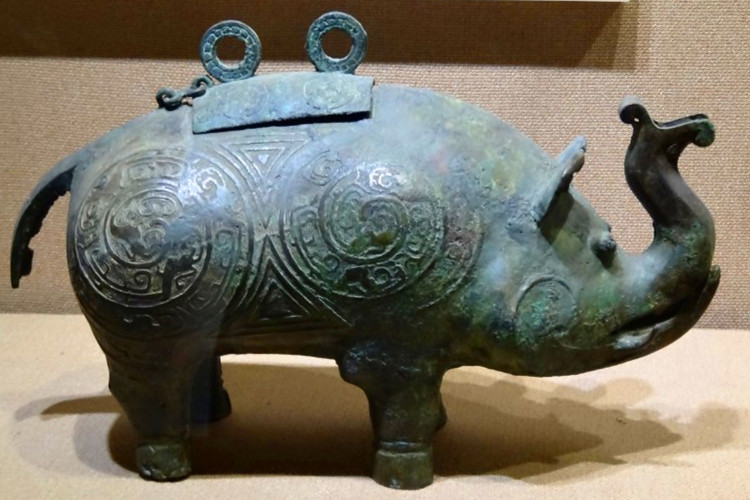
象尊，1974年宝鸡茹家庄一号墓出土
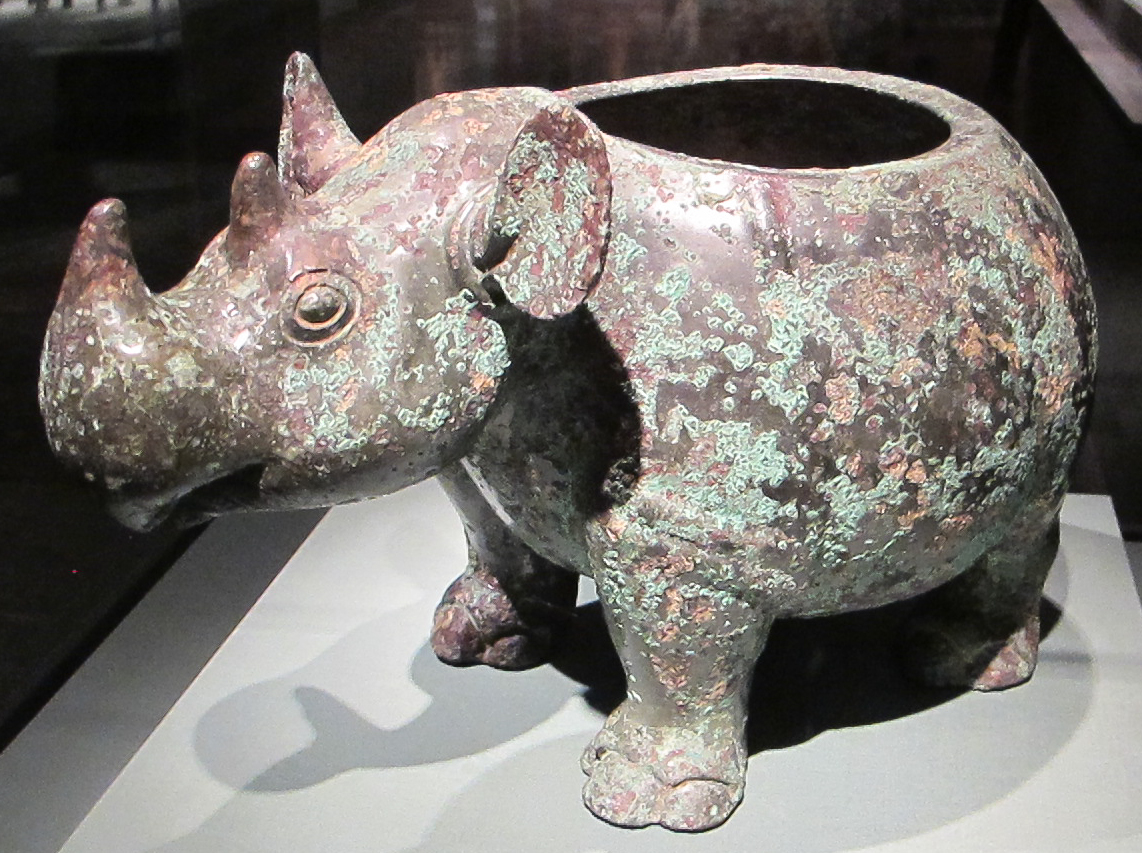
小臣艅犀尊
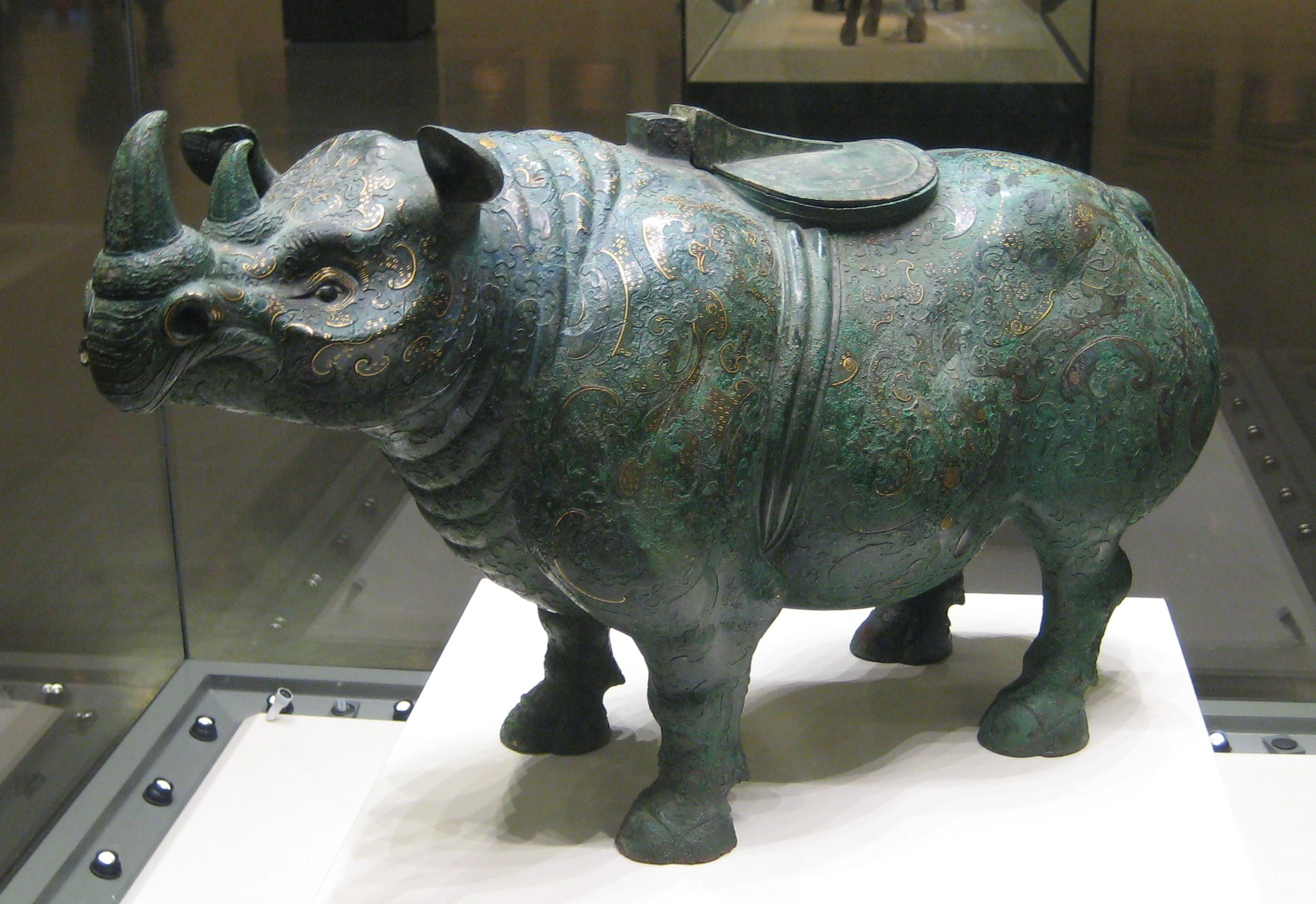
错金银云纹铜犀尊
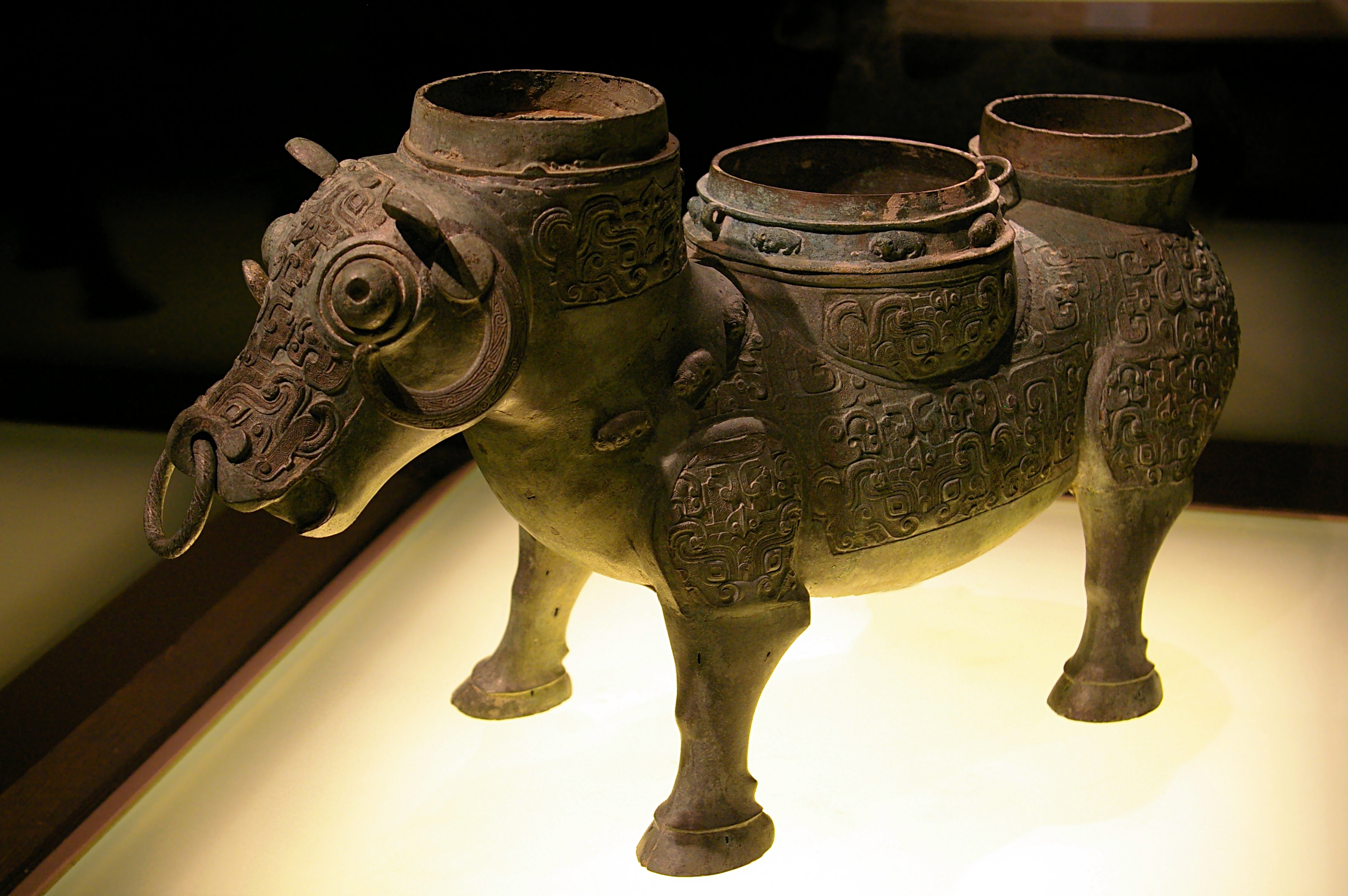
牛鼻穿孔铜牛尊
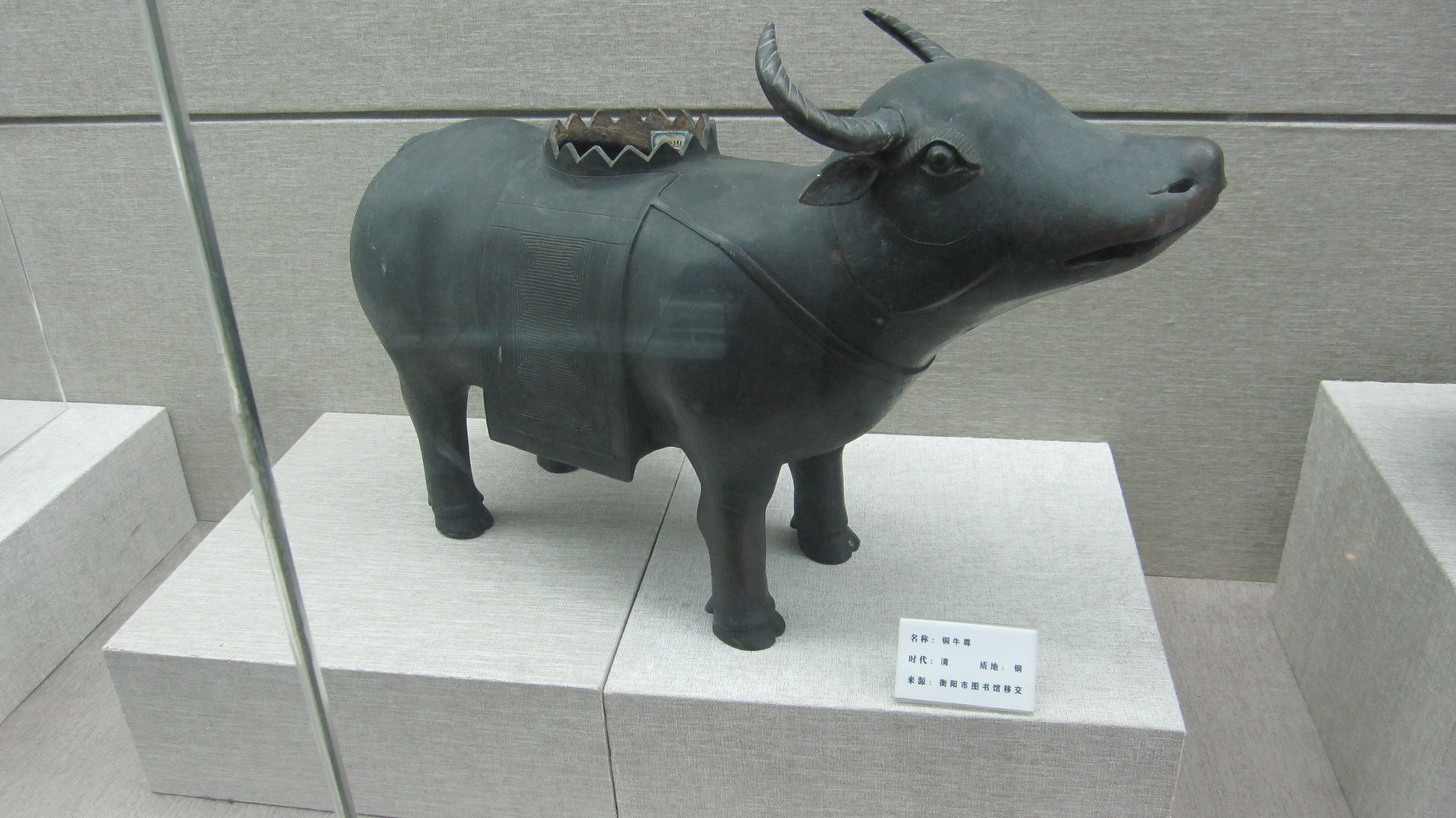
铜牛尊，清，衡阳市博物馆收藏。
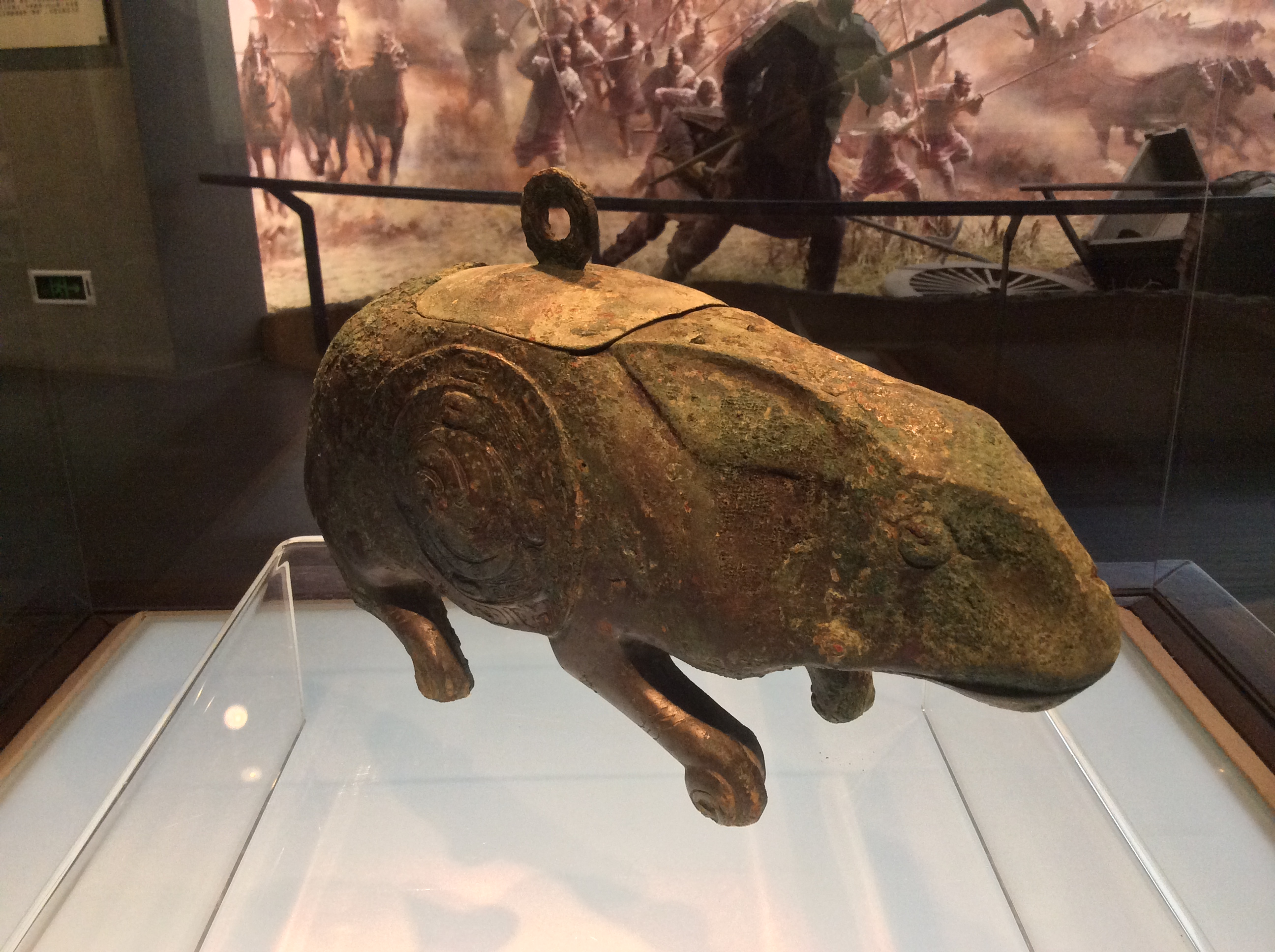
兔尊，1992年晋侯墓地出土
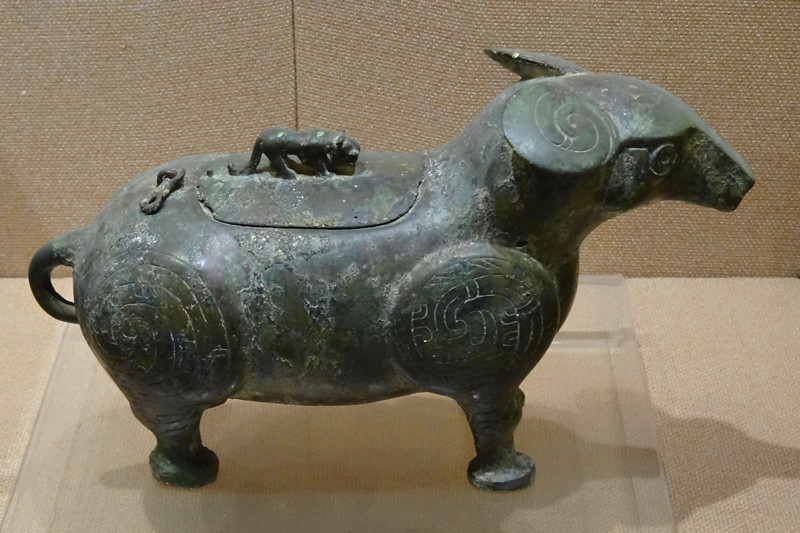
井姬盂鏙
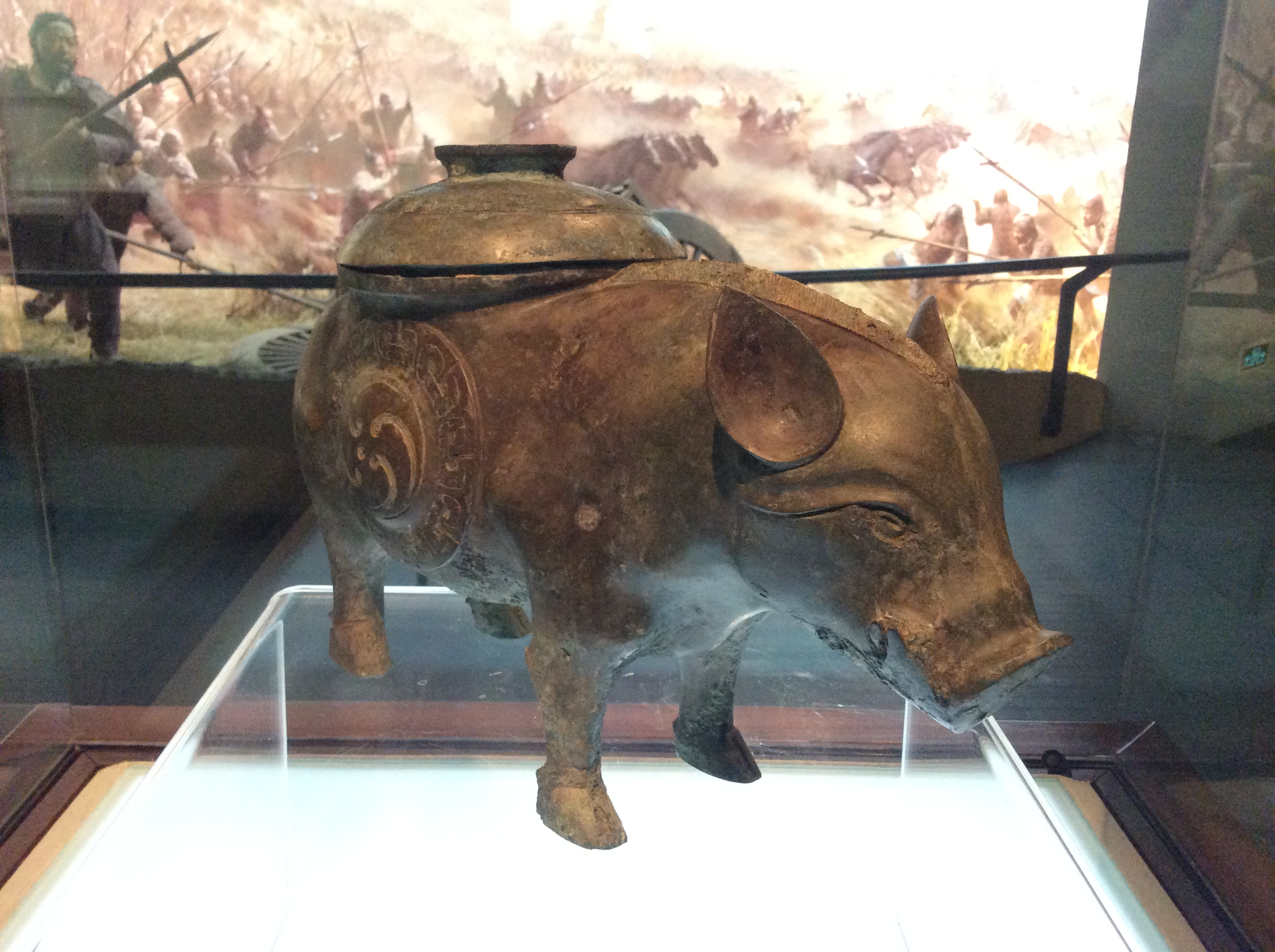
晋侯猪尊
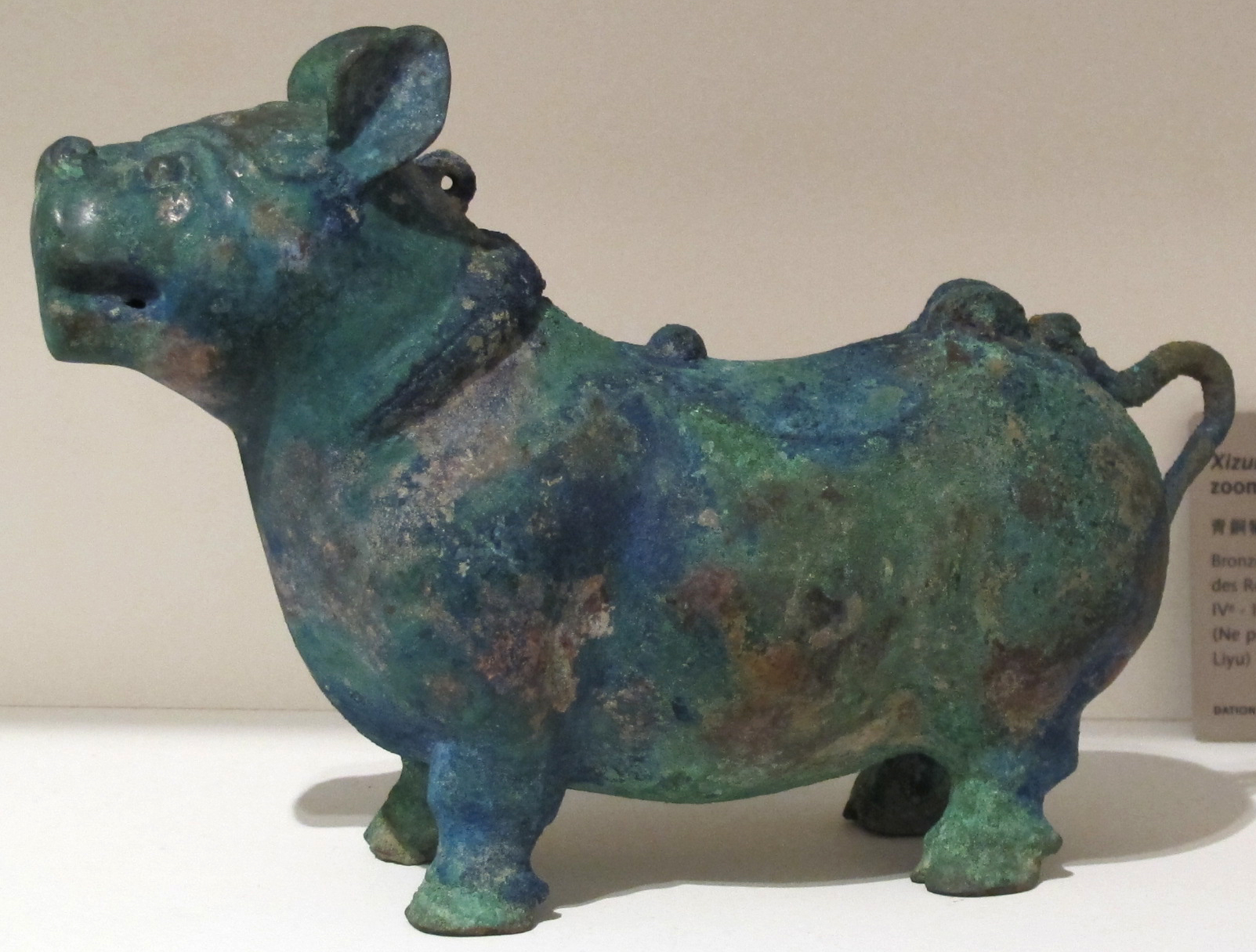
战国牺尊，吉美博物馆藏
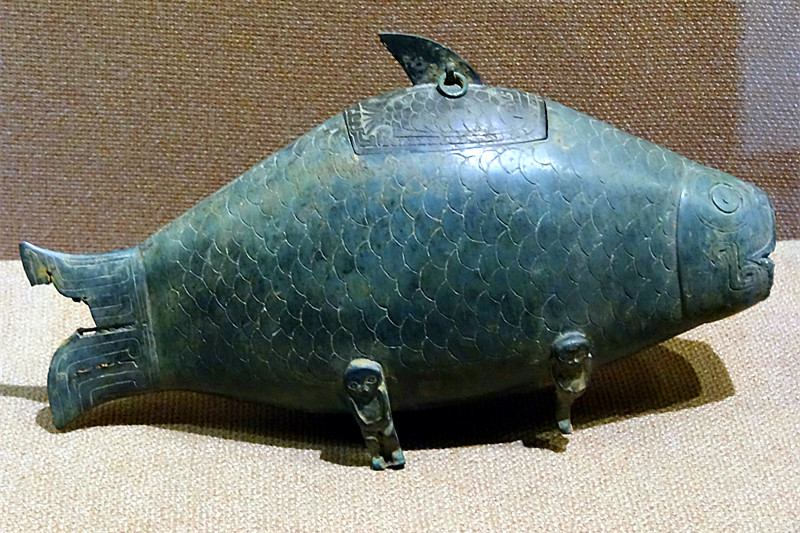
鱼尊，1988年宝鸡茹家庄窖藏出土